# Jan Simota
Jan Simota (19. září 1920 Bechyně – 13. března 2007 Praha) byl český sochař, medailér a vysokoškolský pedagog.

## Studia a kariéra
V roce 1937 dokončil Státní odbornou školu keramickou v Bechyni, obor hrnčířství. Poté studoval uměleckoprůmyslovou školu v Praze u profesorů Mařatky a Laudy, kde absolvoval v roce 1941. Na VŠUP následně působil jako asistent, od roku 1950 jako odborný asistent u profesora Jana Kavana v ateliéru užitého sochařství. Roku 1952 se stal profesorem (obor modelování pro architektonickou tvorbu a plošné obory), v roce 1963 byl jmenován docentem, poté prorektorem (1966–1972) a nakonec rektorem VŠUP (1972/1973–1985); období jeho vedení je někdy hodnoceno jako bezinvenční a formalistické.
V roce 1976 byl jmenován zasloužilým a následně roku 1982 národním umělcem.

## Dílo
- Socha Jana Nerudy na pražském Petříně, odhalená 22. října 1970 – spolu s architektem Karlem Lapkou vytvořili muže starého, životem unaveného
- portréty Emy Destinnové,[2] J. B. Foerstera a Jana Zrzavého (tato busta Jana Zrzavého se objevila také na československé známce 2 Kčs z roku 1982)
- Umění radosti a Umění boje v interiéru Nové scény Národního divadla
- alegorie husitství na stanici metra Želivského – bronzový, 3,5 m vysoký reliéf znázorňující (zprava) Jana Želivského, Jana Husa, Jana Žižku a ženu s chlapcem-práčetem)
- plastiky Milicionář a Antonín Zápotocký
- cyklus Lidice – pískovcové reliéfy v glorietu/amfitu lidického památníku[3]
- společně s Janem Kavanem vytvořil bronzové dveře s plastickou výzdobou od Síně Sovětské armády v Národním památníku na Vítkově[4]
- návrh pamětní stokoruny k 100. výročí narození Antonína Zápotockého (1984)[5]
- komorní plastiky a medaile…
- busta Vítězslava Nezvala v Dalešicích[6]

## Galerie

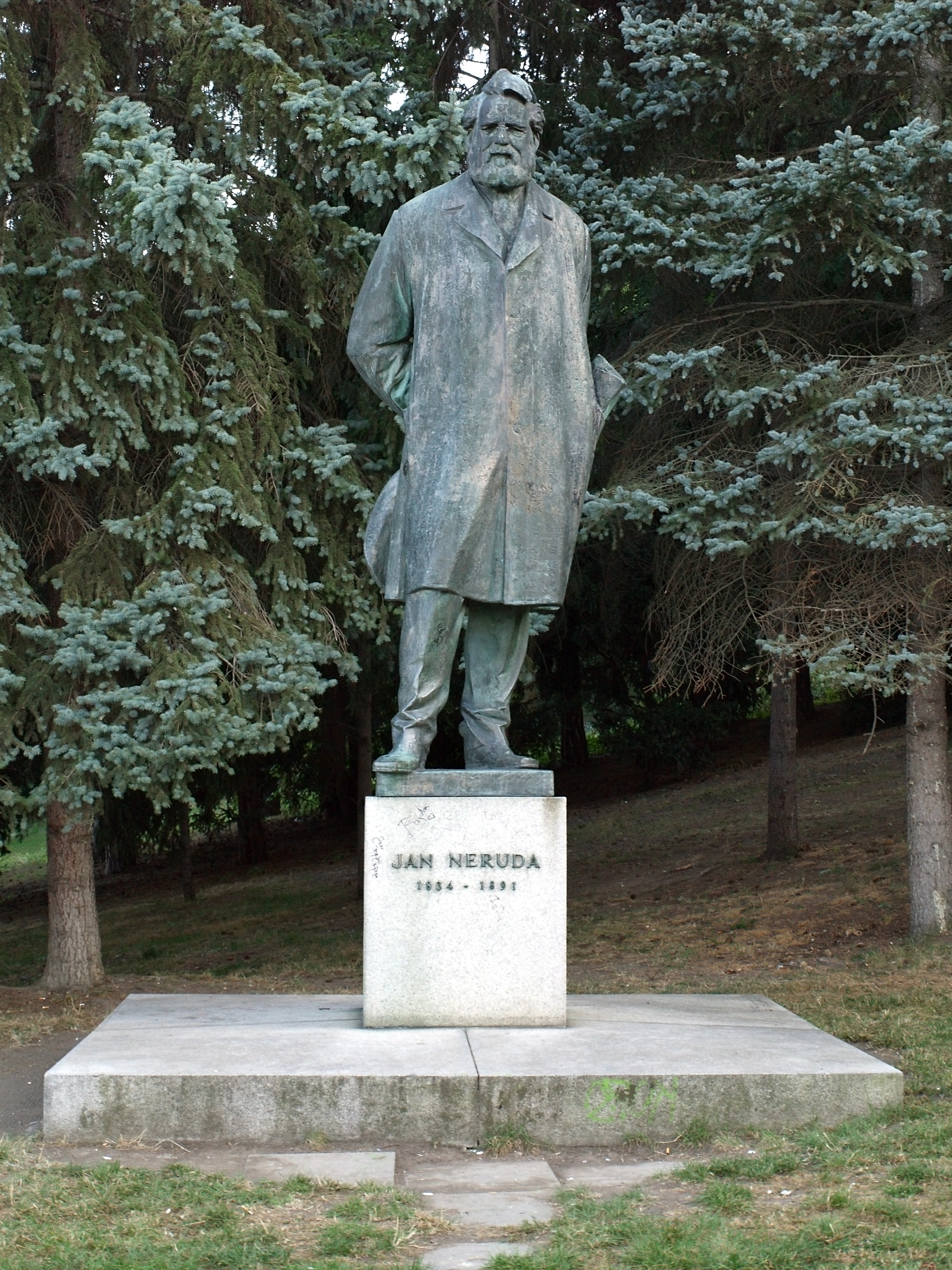
Jan Neruda na Petříně v Seminářské zahradě
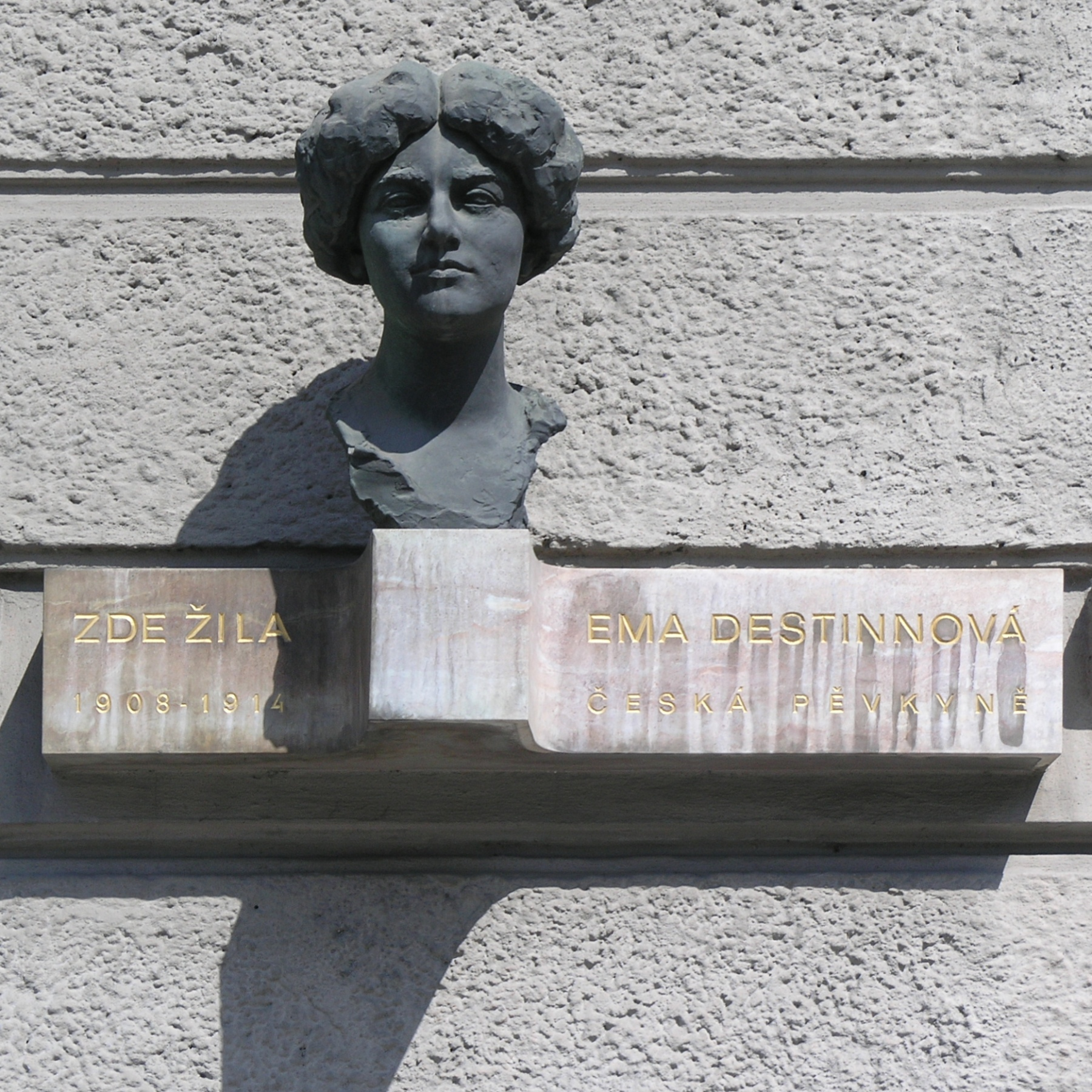
Busta Emy Destinnové na Kaiserštejnském paláci
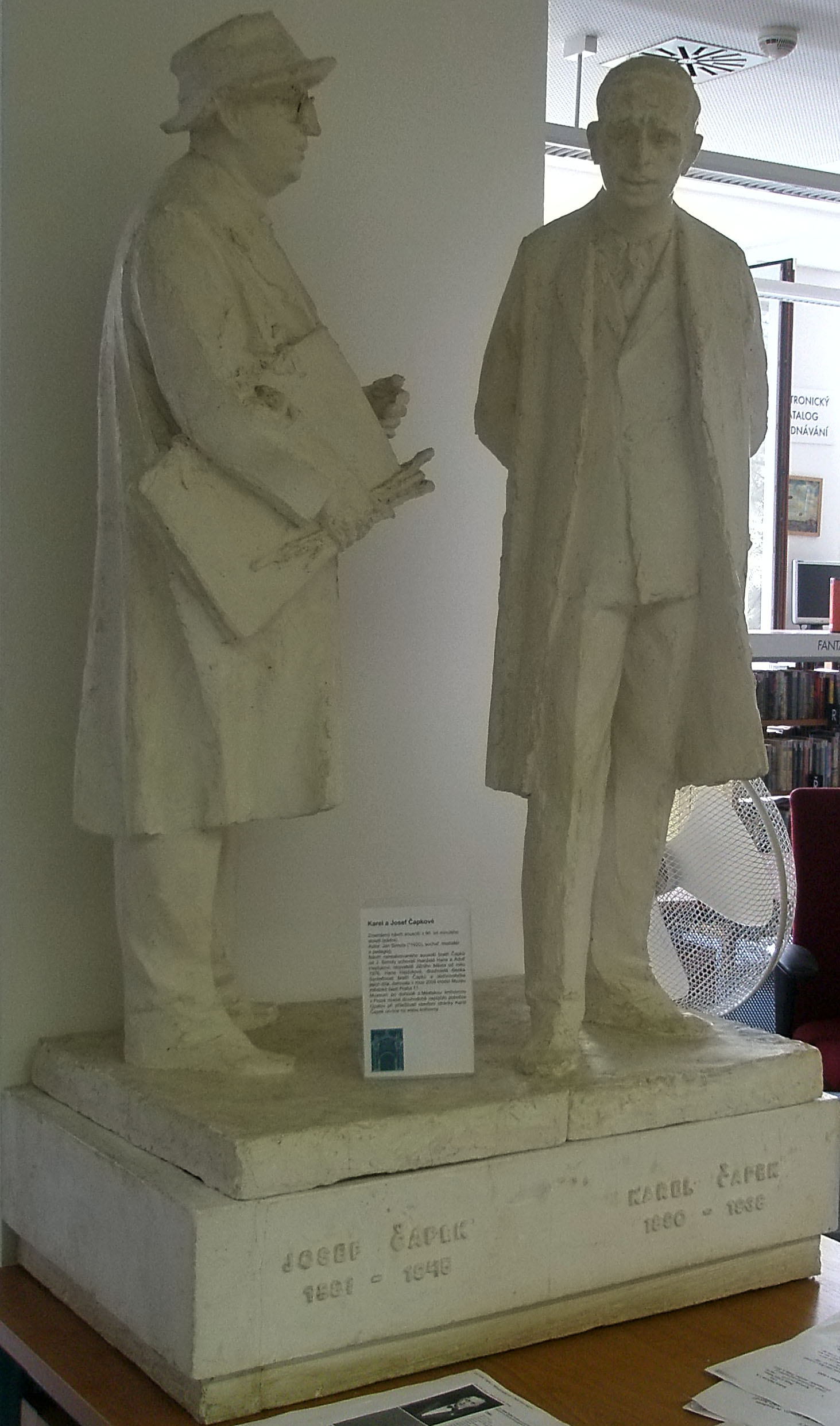
Sádrový návrh sousoší bratří Čapků
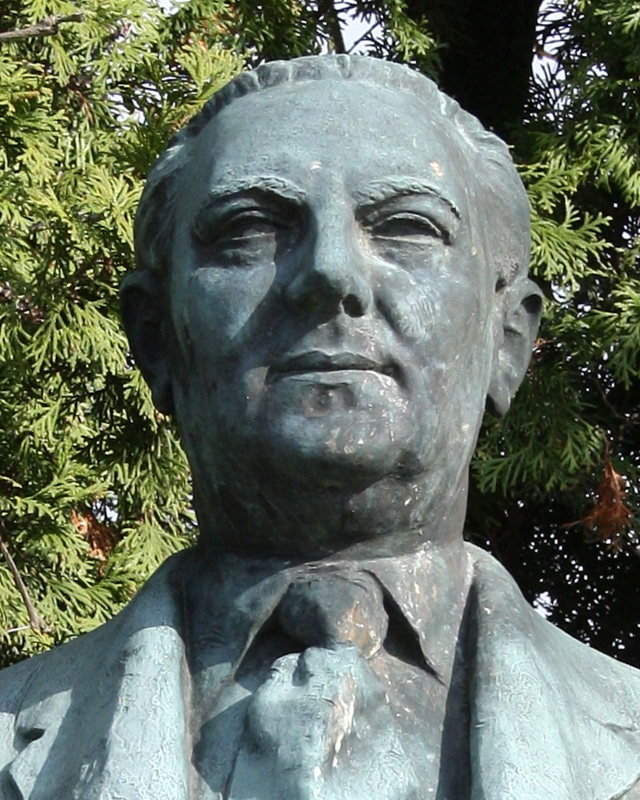
Busta V. Nezvala

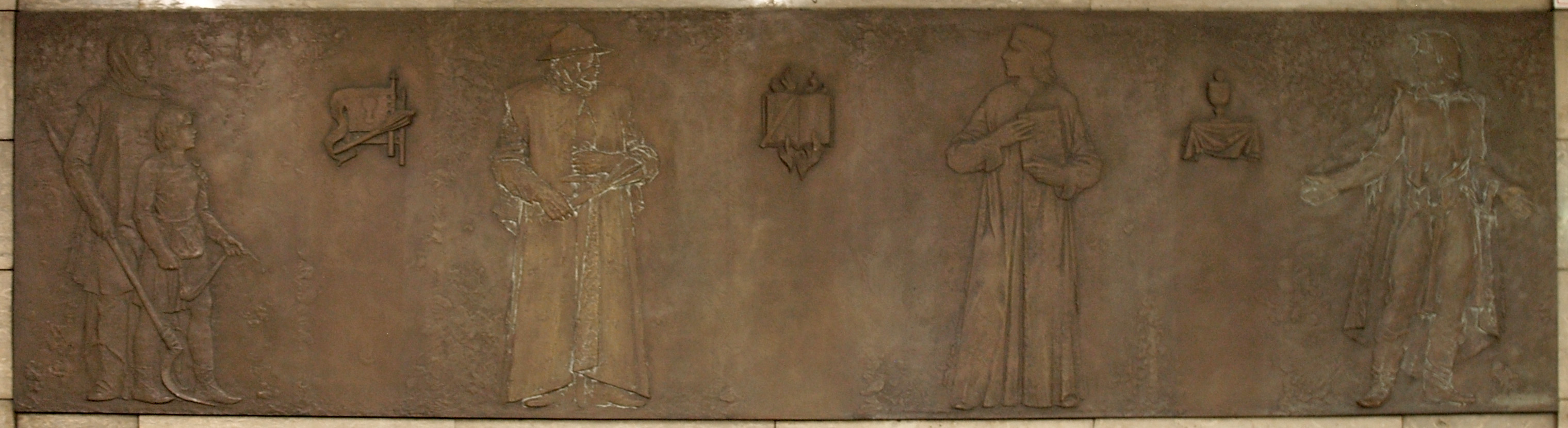
Alegorie husitství na stanici metra Želivského